# Jan Němec

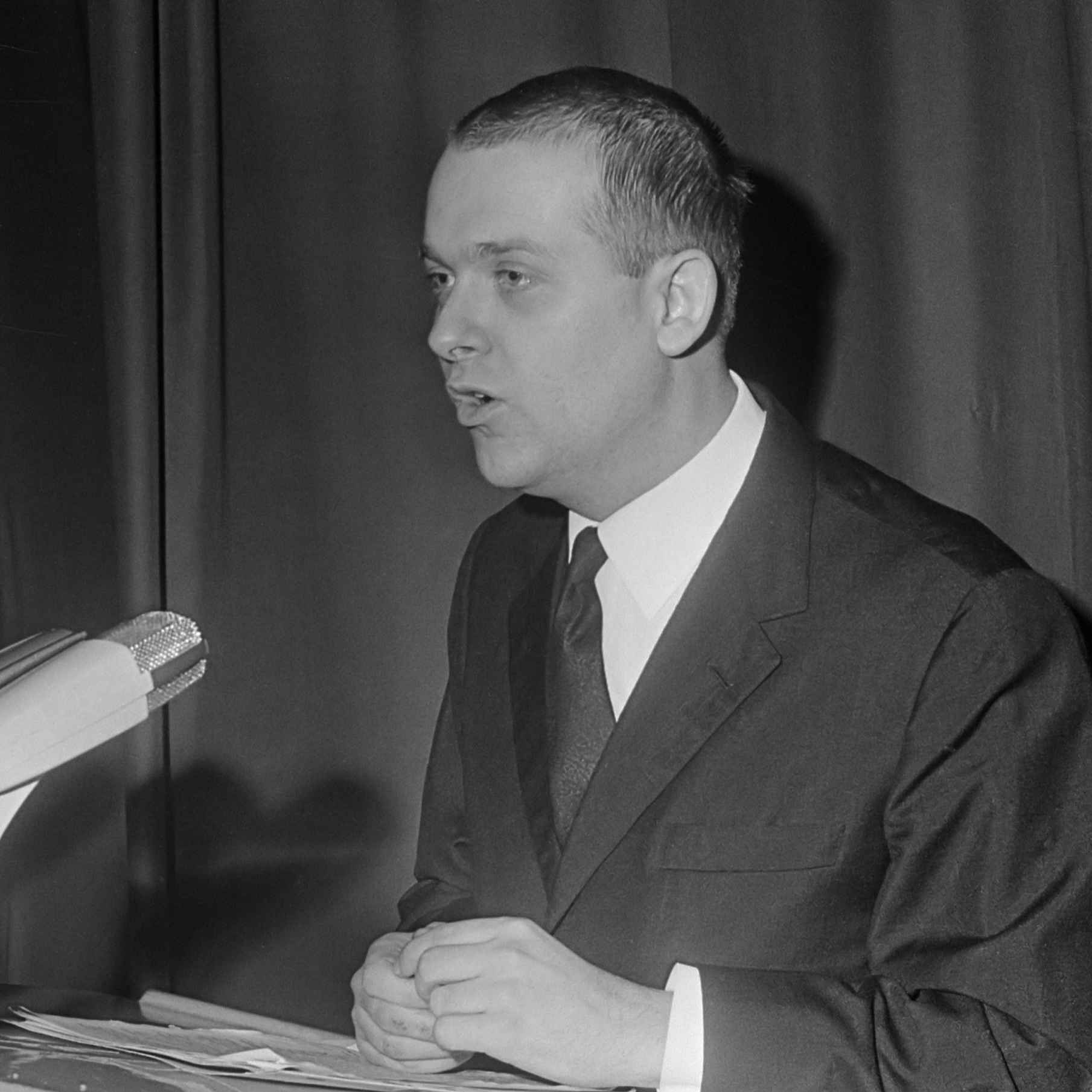
Jan Němec, 1967.

Jan Němec, född 12 juli 1936 i Prag, död 18 mars 2016 i Prag, var en tjeckisk filmregissör.

## Biografi
Němecs karriär som filmskapare började i slutet av 1950, då han studerade vid FAMU, den mest prestigefyllda institutionen för filmutbildning i Tjeckoslovakien. Vid denna tid var Tjeckoslovakien en kommunistisk stat underordnad Sovjetunionen och konstnärliga och offentliga uttryck var föremål för censur och statlig översyn. Misslyckande med rent propagandistisk film i början av 1950-talet och tillgången på viktiga och mäktiga personer inom den tjeckoslovakiska filmindustrin, som Jan Procházka, ledde emellertid 1960 till ett internationellt erkänt, kreativt uppsving i den tjeckoslovakiska filmen som blev känd som den tjeckiska Nya vågen, där Němec spelade en avgörande roll.
För sin examensfilm, använde Němec som grund en novell av Arnošt Lustig baserad på författarens erfarenhet av Förintelsen: Sousta. Han skulle senare återvända till Lustigs författarskap då han regisserade den inflytelserika filmen, Nattens diamanter (Démanty Noci, 1964), som också byggde på Förintelsen.
Hans mest kända verk är Ett party och dess gäster (O slavnosti en hostech, 1966). Filmens handling kretsar kring en grupp vänner på en picknick som är inbjudna till en bisarr bankett av en karismatisk sadist, spelad av Ivan Vyskočil, som så småningom plågar några av dem till blind lojalitet och brutalitet, medan de som motsätter sig jagas iväg. Filmen fick ett speciellt dåligt mottagande av myndigheterna eftersom Vyskočil i filmen hade en märklig likhet med Lenin.  Filmen ansågs som så omstörtande för kommunistisk stat att president Antonín Novotný, sades "klättra på väggarna" vid visning av den och övervägde Němecs gripande för omstörtande verksamhet.
Němecs nästa viktiga insats var en dokumentär, Oratorio för Prag, om den sovjetiskledda invasionen av Prag 1968. Filmen förbjöds, men kunde så småningom användas av många internationella nyhetsorganisationer som arkivfilm om invasionen. Němec var långt senare också rådgivare till Philip Kaufmans filminspelning av Varats olidliga lätthet (1988) med Němecs ursprungliga film om invasionen integrerad.
År 1968 lämnade han Tjeckoslovakien, men efter kommunismens fall i Tjeckoslovakien 1989 återvände han till sitt hemland, där han har gjort flera filmer, däribland Code Name Ruby (Jméno kodu: Rubin, 1997) och Late Night Talk with Mother (Noční hovory s matkou, 2000), som vann Golden Leopard på Locarno. 2005 gjorde han den dokumentära spelfilmen Toyen, som skildrar den tjeckoslovakiska bildkonstnären Toyens relation till den surrealistiske poeten Jindřich Heisler under det nazityska protektoratets välde och därefter i fransk exil undan stalinismen.
År 2014 tilldelades Němec Europeiska unionens litteraturpris för Dějiny světla (En berättelse om ljus, 2013).

## Filmografi
- 1974 – Förvandlingen